# Eudiocrinus pulchellus
Eudiocrinus pulchellus is een haarster uit de familie Eudiocrinidae.
De wetenschappelijke naam van de soort werd in 1922 gepubliceerd door Torsten Gislén.